# Luis Parra
Luis Eduardo Parra Rivero (Independencia, 7 de julho de 1978) é um político venezuelano.

## Presidência do Legislativo
Foi proclamado presidente da Assembléia Nacional Venezuelana em uma eleição marcada por empurrões, discussões acaloradas e denúncias de golpe.

## Controvérsias
Luis Parra foi acusado de estar envolvido em corrupção com o programa de comitês locais para suprimento e produção do governo Nicolás Maduro. Parra negou as acusações.